# Архітектурно-планувальне завдання
Архітекту́рно-планува́льне завдання́ (АПЗ) — документ, який містить комплекс містобудівних та архітектурних вимог і особливих умов проектування і будівництва об'єкта архітектури, що випливають з положень затвердженої містобудівної документації, місцевих правил забудови населених пунктів, відповідних рішень органів виконавчої влади і органів місцевого самоврядування, включаючи вимоги і умови щодо охорони пам'яток історії та культури, довкілля, законних прав, і інтересів громадян та юридичних осіб при розташуванні об'єкта архітектури на конкретній земельній ділянці.
Слід зазначити, що з прийняттям Закону України "Про регулювання містобудівної діяльності" даний термін виключено з вжитку у нормативно-правових актах. Замість нього вживається термін "Містобудівні умови та обмеження забудови земельної ділянки" (МУОЗЗД).